# 라스 무함마드 국립공원

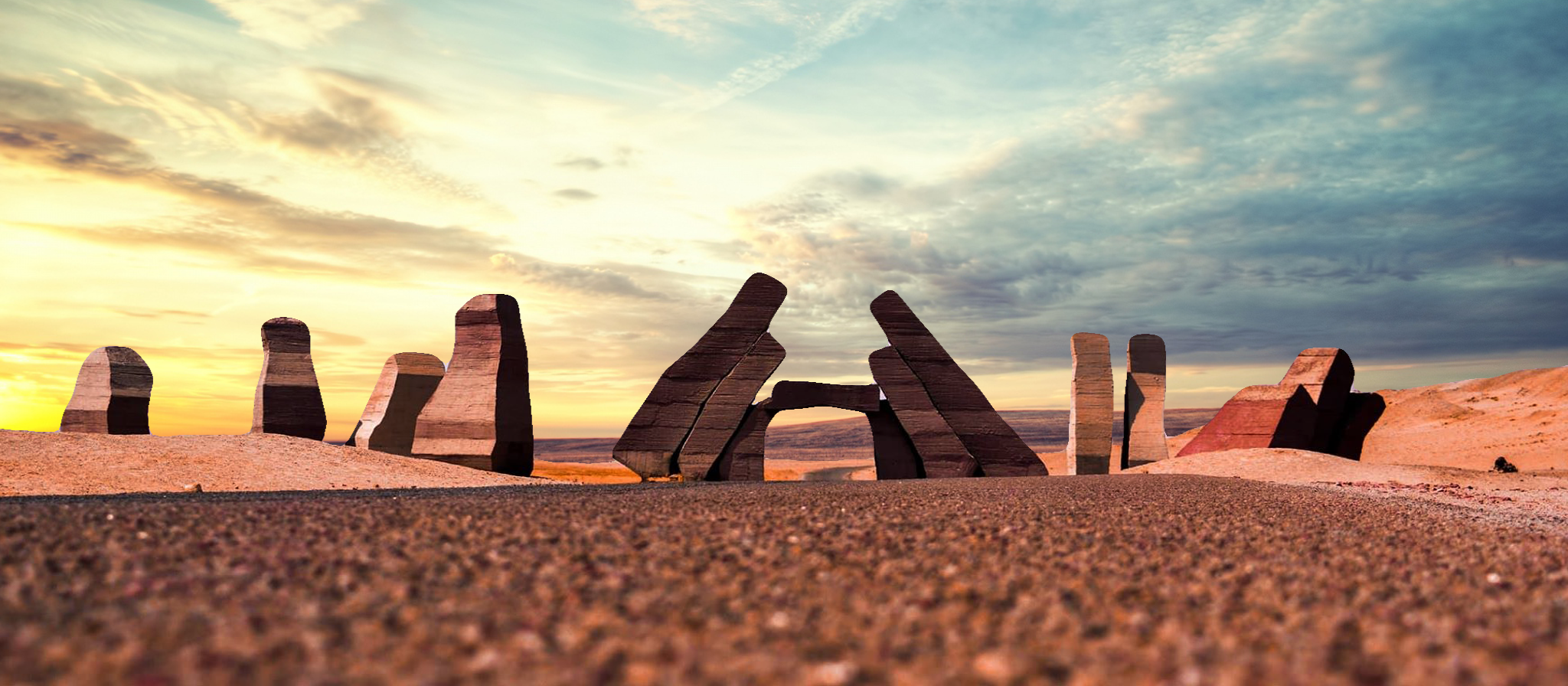
공원 입구

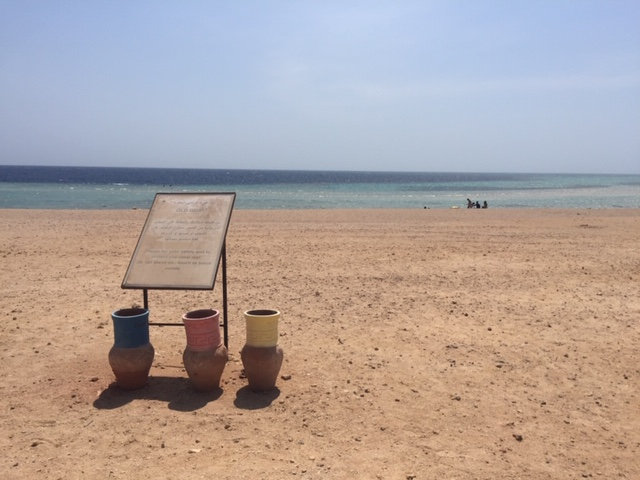
라스 무함마드의 스노클링 지역

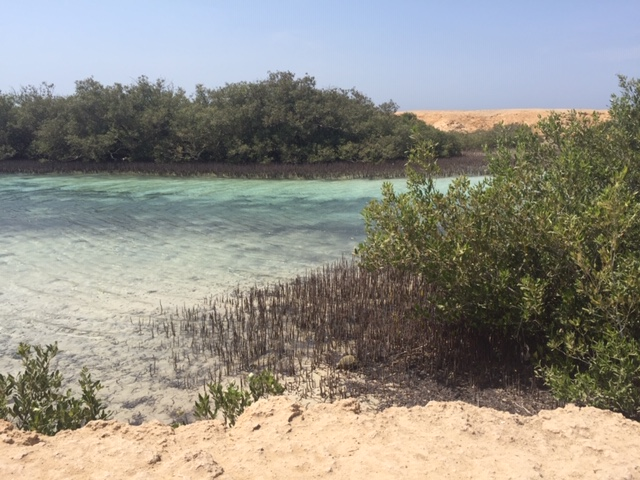
라스 무함마드 국립공원의 맹그로브

라스 무함마드 국립공원(Ras Muhammad National Park, 이집트 아랍어: راس محمد Rās Maḥammad, IPA: [ɾɑːs mæˈħæmmæd]; 아랍어: رقس محمد Ra's Muḥammad)는 이집트 시나이반도 남단에 있는 국립공원으로, 서쪽으로는 수에즈만을, 동쪽으로는 아카바만을 내려다보고 있다. 이 공원은 지역 생태관광의 중심지가 되고 있다.

## 기후
라스 무함마드 국립공원은 매우 건조한 기후를 경험하며 겨울에는 강우량이 거의 없다. 여름에는 기온이 종종 40°C(104°F)를 초과하고 기온이 약 27°C(81°F)에 이르다. 겨울에는 기온이 온화하며, 주간 최고 기온은 평균 약 23°C(73°F)이고 최저 기온은 14°C(56°F)이다.